# Charles Cavendish-Bentinck
Charles Frederick William Cavendish-Bentinck (8 novembre 1817 – 17 agosto 1865) è stato un prete britannico, bisnonno della regina Elisabetta II.

## Biografia
Era il figlio del tenente colonnello Lord Charles Bentinck e della sua seconda moglie lady Anne Wellesley.
I suoi nonni materni erano Richard Wellesley, I marchese Wellesley, e sua moglie Hyacinthe-Gabrielle Roland, un'attrice al Palais Royal per molti anni. Lord Wellesley, ex governatore generale dell'India era il fratello maggiore di Arthur Wellesley, I duca di Wellington.
La sua nonna paterna, Dorothy Cavendish, era una figlia di William Cavendish, IV duca di Devonshire (un altro primo ministro) e di sua moglie Lady Charlotte Boyle.
Era legato a tre duchi e a diverse altre famiglie aristocratiche. Tuttavia, come rampollo più giovane divenne un sacerdote e ebbe due matrimoni non eccezionali, il secondo con una nobile della nobiltà rurale.

## Matrimoni

### Primo Matrimonio
Il 26 settembre 1839 sposò Sinetta Lambourne, figlia di James Lambourne. Sinetta morì il 19 febbraio 1850. La coppia non ebbe figli.

### Secondo Matrimonio
Il 13 dicembre 1859 sposò Louisa Burnaby, figlia di Edwyn Burnaby, High Sheriff di Leicestershire, e di Anne Caroline Salisbury. Ebbero tre figli:
- Cecilia Cavendish-Bentinck (1862-1938), sposò Claude Bowes-Lyon, XIV conte di Strathmore e Kinghorne. Erano i genitori della Regina Madre Elisabetta (1900-2002) e quindi i nonni materni della regina Elisabetta II;
- Ann Violet Cavendish-Bentinck (1864 - 5 maggio 1932);
- Hyacinth Cavendish-Bentinck (1864 - 9 dicembre 1916), sposò Edward Augustus Jessop.

## Morte
Cavendish-Bentinck morì il 17 agosto 1865 a 47 anni.

## Ascendenza
|                                                        |                                      |                                                   | Genitori                                           |  |  | Nonni |  |  | Bisnonni                              |  |  | Trisnonni                          |  |
|                                                        |                                      |                                                   |                                                    |  |  |       |  |  | William Bentinck, II duca di Portland |  |  | Henry Bentinck, I duca di Portland |  |
|                                                        |                                      |                                                   |                                                    |  |  |       |  |  | William Bentinck, II duca di Portland |  |  | Henry Bentinck, I duca di Portland |  |
|                                                        |                                      | lady Elizabeth Noel                               |                                                    |  |  |       |  |  | William Bentinck, II duca di Portland |  |  |                                    |  |
| William Henry Cavendish-Bentinck, III duca di Portland |                                      |                                                   |                                                    |  |  |       |  |  | William Bentinck, II duca di Portland |  |  |                                    |  |
|                                                        |                                      | lady Margaret Cavendish Harley                    | Edward Harley, II conte di Oxford e conte Mortimer |  |  |       |  |  |                                       |  |  |                                    |  |
|                                                        |                                      | lady Margaret Cavendish Harley                    | Edward Harley, II conte di Oxford e conte Mortimer |  |  |       |  |  |                                       |  |  |                                    |  |
|                                                        |                                      | lady Margaret Cavendish Harley                    | lady Henrietta Cavendish Holles                    |  |  |       |  |  |                                       |  |  |                                    |  |
| lord Charles Cavendish-Bentinck                        |                                      | lady Margaret Cavendish Harley                    |                                                    |  |  |       |  |  |                                       |  |  |                                    |  |
|                                                        |                                      | William Cavendish, IV duca di Devonshire          | William Cavendish, III duca di Devonshire          |  |  |       |  |  |                                       |  |  |                                    |  |
|                                                        |                                      | William Cavendish, IV duca di Devonshire          | William Cavendish, III duca di Devonshire          |  |  |       |  |  |                                       |  |  |                                    |  |
|                                                        |                                      | William Cavendish, IV duca di Devonshire          | Catherine Hoskins                                  |  |  |       |  |  |                                       |  |  |                                    |  |
| lady Dorothy Cavendish                                 |                                      | William Cavendish, IV duca di Devonshire          |                                                    |  |  |       |  |  |                                       |  |  |                                    |  |
|                                                        |                                      | Charlotte Elizabeth Boyle, marchesa di Hartington | Richard Boyle, III conte di Burlington             |  |  |       |  |  |                                       |  |  |                                    |  |
|                                                        |                                      | Charlotte Elizabeth Boyle, marchesa di Hartington | Richard Boyle, III conte di Burlington             |  |  |       |  |  |                                       |  |  |                                    |  |
|                                                        |                                      | Charlotte Elizabeth Boyle, marchesa di Hartington | lady Dorothy Savile                                |  |  |       |  |  |                                       |  |  |                                    |  |
| rev. Charles Cavendish-Bentinck                        |                                      | Charlotte Elizabeth Boyle, marchesa di Hartington |                                                    |  |  |       |  |  |                                       |  |  |                                    |  |
|                                                        | Garret Wesley, I conte di Mornington | Richard Colley Wesley, I barone Mornington        |                                                    |  |  |       |  |  |                                       |  |  |                                    |  |
|                                                        | Garret Wesley, I conte di Mornington | Richard Colley Wesley, I barone Mornington        |                                                    |  |  |       |  |  |                                       |  |  |                                    |  |
|                                                        | Garret Wesley, I conte di Mornington | Elizabeth Sale                                    |                                                    |  |  |       |  |  |                                       |  |  |                                    |  |
| Richard Wellesley, I marchese Wellesley                | Garret Wesley, I conte di Mornington |                                                   |                                                    |  |  |       |  |  |                                       |  |  |                                    |  |
|                                                        |                                      | hon. Anne Hill-Trevor                             | Arthur Hill-Trevor, I visconte Dungannon           |  |  |       |  |  |                                       |  |  |                                    |  |
|                                                        |                                      | hon. Anne Hill-Trevor                             | Arthur Hill-Trevor, I visconte Dungannon           |  |  |       |  |  |                                       |  |  |                                    |  |
|                                                        |                                      | hon. Anne Hill-Trevor                             | Anne Stafford                                      |  |  |       |  |  |                                       |  |  |                                    |  |
| lady Anne Wellesley                                    |                                      | hon. Anne Hill-Trevor                             |                                                    |  |  |       |  |  |                                       |  |  |                                    |  |
|                                                        |                                      | Christopher Alexander Fagan                       | Patrick Fagan                                      |  |  |       |  |  |                                       |  |  |                                    |  |
|                                                        |                                      | Christopher Alexander Fagan                       | Patrick Fagan                                      |  |  |       |  |  |                                       |  |  |                                    |  |
|                                                        |                                      | Christopher Alexander Fagan                       | Christiana FitzMaurice                             |  |  |       |  |  |                                       |  |  |                                    |  |
| Hyacinthe-Gabrielle Roland                             |                                      | Christopher Alexander Fagan                       |                                                    |  |  |       |  |  |                                       |  |  |                                    |  |
|                                                        |                                      | Hyacinthe-Gabrielle Varis                         | …                                                  |  |  |       |  |  |                                       |  |  |                                    |  |
|                                                        |                                      | Hyacinthe-Gabrielle Varis                         | …                                                  |  |  |       |  |  |                                       |  |  |                                    |  |
|                                                        |                                      | Hyacinthe-Gabrielle Varis                         | …                                                  |  |  |       |  |  |                                       |  |  |                                    |  |
|                                                        |                                      | Hyacinthe-Gabrielle Varis                         |                                                    |  |  |       |  |  |                                       |  |  |                                    |  |

| Controllo di autorità | VIAF (EN) 6391152744539227850007 · GND (DE) 1159966583 |